# Невский переулок (Владикавказ)
Невский переулок — переулок во Владикавказе, Северная Осетия, Россия. Переулок располагается в Промышленном муниципальном округе Владикавказа между улицей Иристонской и переулком Автобусным. Начинается от Иристонской улицы.
Переулок сформировался в первой половине XX века. 11 мая 1956 года Исполком Орджоникидзевского горсовета присвоил переулку, проходящему в пределах квартала 817, наименование «Невский переулок».